# 陳為廷立法院備詢事件
陳為廷立法院備詢事件為2012年反對台灣壹傳媒賣盤案引發的連帶事件，學運團體於立法院抗議後，收到教育部來函關心，引發討論，數日後，針對此事教育部長蔣偉寧於立法院做出專案報告，參與備詢的陳為廷發言遭到《聯合報》大版面批評，引發軒然大波。

## 事件背景
由台灣各大學院校學生組成的反媒體巨獸青年聯盟所推動的反媒體壟斷運動，學生團體於2012年11月26日起，於行政院外守夜，29日早上，在公平交易委員會與立法院外進行抗議，當日全台約三十餘所大學同學參加抗爭活動，當日活動獲得學者、社運團體及除執政黨外的親民黨、台聯黨、民進黨團響應反媒體壟斷議題，同日下午同日下午教育部訓育委員會發出e-Mail、簡訊，通告。
|  | 四區各大學學務長四區學務中心學務長午安 近日壹傳媒併購案，有部分學生自組『反媒體巨獸聯盟』，參與行政院、立法院門口集會遊行，因台北已連續多日陰雨寒冷，部裡長官關心學生健康，敬請協助轉達區內學校，請各校多加瞭解及關心學生。檢附壹傳媒學生串聯活動學校名冊。 敬 祝學安訓育委員會 楊志忠 敬上 |

文中『部裡長官關心學生健康，敬請協助轉達區內學校』，關心一詞引發各界高度爭議，教育部長蔣偉寧澄清是站在關心學生健康的角度，但此舉依舊引發民意及學運團體認為教育部以「關切」學生健康或課業之名義，調查學生或透過校方「告誡」學生勿參與學生運動。

## 立院備詢
針對發函一事，立法院教育及文化委員會民進黨籍召委鄭麗君，2012年12月3日，安排教育部長到立法院做出專案報告，並安排七位社會關係人列席，分別為：梁文韜教授（成大政治系）、何明修教授（台大社會系）、沈清楷助理教授（輔大哲學系）、反媒體巨獸青年聯盟發起人林飛帆（台大政治所）、陳為廷（清大人文社會學院）、發言人洪崇晏（台大哲學系）以及成員林彥瑜（台大政治系）。
席間，林飛帆詢問教長，「若關心學生，為何不直接到現場來，而要事後發函？」，教長回應『我最支持學生參與公共事務，若學生參與的是教育政策相關運動，我會到現場關心』。此番發言引發陳為廷的不滿，陳為廷在備詢時表示：
|  | （節錄）...我們也關心教育商品化的問題。我們到教育部前面去抗議了好多次，每一次去我們都希望部長能出來、當面跟我們談話，我們每次去都說：「部長出來！部長出來！」。我們透過警察協調，他們進去教育部裡面、出來之後就說，部長沒有要出來、沒有要出來見你們。我們每一次去， 每一次都得到這樣的回應。 甚至最後一次，上個月我們去的時候，我們看 到現場來了好幾輛警備車。離開的時候，我們還發現裡面有上百名的鎮暴警察，拿著警棍 、拿著盾牌、戴著鋼盔，準備要來對付我們！ 這是教育部長所謂的關注學運、關心學生、支持學生參與公共事務的方式！這顯然是一種偽善的言詞。 （節錄）...部長，如果你真的關心學生。你應該撤銷你的「常態學費調整方案」，我甚至也不需要你到現場來關心我們、不需要你來發這個函關心我們。你要關心學生，就從結構上來解決這個問題。 最後，我要重申：部長，我認為你是一個偽善的部長，我認為你是一個滿口謊言的部長，我認為你是一個不知悔改的部長。請你向我們道歉。請你向那些被教育部所影響到的同學道歉。請你為那些，想要來參與學運，可是他必須要承擔各式各樣學費的負擔而不能來的同學、那些被恐嚇到的家長，道歉！ |

此舉遭到部份媒體批評，其中《聯合報》動用多達兩個版面，以頭版頭條新聞全力譴責，將備詢逾越成變相質詢   ，更批判陳之行為「沒有禮貌」。
根據中華民國憲法第67條：「立法院得設各種委員會。各種委員會得邀請政府人員及社會上有關係人員到會備詢。」即使有部分立委認為，邀請社會人士列席備詢指的是公聽會，而不是部會首長的業務報告或專案報告，但是若為了體察民意而加以擴大解釋，尚在可容忍範圍內。只是陳為廷的表現早已逾越了備詢的範圍，反而像是立法委員在質詢教育部長。
另外，國民黨主導輿論把矛頭指向民進黨立法委員，認為把學生送上發言台的立委應該負責；立法院長王金平也將邀集朝野協商、訂出相關規範。
王金平接受媒體採訪時表示，學生罵教育部長是個案，不過，他也希望「立法院邀請社會各界人士到這裡接受詢問時，能夠有一個比較完整的規範，比如說他的態度、他的時間、他的各種方式規定，這是大家可以一起討論、制定一個比較完整的制度規範。」
王金平強調，他不針對個案，但為了整體考量，未來討論制度規範時，會將這次事件納入考量。

## 社會各界及輿論反應

### 校方
2012年12月4日，國立清華大學公共事務組組長余憶如，代表國立清華大學於國立清華大學校友服務中心的臉書發出為陳為廷不當行為道歉啟事。此代替陳為廷的道歉啟事一經刊登，隨即遭到網友瘋狂轉貼與批評。不久，清大撤除臉書聲明。清大秘書室公共事務組表示，該聲明「只提供給媒體參考」，並沒有要散布給大眾，校方希望由公共事務組統一接受各界指教，因此撤下臉書上的聲明。至於校方的態度仍然與聲明一樣，表示歉意。
這次校方積極為陳為廷同學個人行為道歉，甚至大動作寄出聲明稿給各大媒體，對照7月底陳為廷遭旺中媒體集團揚言提告時，清大副校長葉銘泉僅表示「旺中揚言提告是陳的個人行為，不會主動提出協助」，冷淡處理，引發部分校內師生不滿，對此表達嚴正抗議。
12月5日中午，國立清華大學《基進筆記》於校內梅園發起「弔念清華精神，向梅貽琦校長道歉」的活動，清大師生群起響應，活動中與會師生於已故校長梅貽琦校長的紀念園區「梅園」集合，舉行學校傳統的「祭梅」儀式，向這位影響整個世紀的台灣教育家致歉，為國立清華大學今日忽視社會公義，擅自為學生向權威道歉的行為表示遺憾。
12月6日，國立清華大學主任秘書簡禎富表示，當天他於國外看到《聯合報》的標題（編按︰未說明是實體報或網路報），認為學校應對此情況做出回應，於是請秘書室擬稿，並經他與校長看過後發出的，後來他有機會看到陳為廷等人在立法院的全部過程影片，了解此事件造成學生、社會大眾正反兩面聲音的爭議，他坦承學校未掌握全部的情況就發出聲明稿，是技術操作上的誤判。

### 學界人士
蔡英俊（清華大學人文社會學院院長）
我們必須要關心，必須展示對社會眾多問題的思考與態度或立場，這是人文社會科學知識所給予我們的一部分責任，但我們也必須知道，這條參與實踐的路要走下去，真的不容易、也很辛苦，但是我們必須學會戒慎恐懼面對各種情境的可能性，包括立場或價值的衝突與質疑，從中養成獨立思考與判斷的能力，進而期待自己未來成為關懷社會、引導社會議題的領導人才。

這是人文社會學院學士班的教育理念，也是陳校長所揭示的國立清華大學的教育目標。在此，站在教育者的立場，我誠懇請求校方以及社會能給予學生更多學習與成長的空間。
王丹（中國民運人士、清大客座助理教授）
《聯合報》用兩版的篇幅修理學生，令人瞠目結舌。整起事件中，學生的訴求，教育部的不當，都被放到其次；而所謂的“不禮貌”卻被無限擴大，這是典型的模糊焦點。新聞媒體在事情的重點上的選擇額，充分表現出了立場。這是媒體病。學生畢竟年輕，當然不可能像政客一樣圓滑老練。我們這個社會，為什麼對權力者那麼寬容，對於積極參與公共事務的青年人卻那麼苛刻？這是社會病。
《聯合報》的做法有很簡單的兩點，是很值得非議的：
第一，陳為廷的發言並無一個髒字粗話，哪裡來的“罵”字可言？是為無限上綱；
第二，部長是官，不是教師，何來“不尊師道”可言？是為移花接木。
這次台灣的事情給陸生一個很好的教育：民主的建立可以一時完成，民主的鞏固和深化需要更長的事件，更多的努力。
有些人，可以包容貪污專制的中共高官在台灣趴趴造，可以包容有錢人壟斷媒體，可以包容舊體制遺留下的不公正，但是不能包容20多歲的年輕人的不禮貌。這不是偽善，天下就沒有偽善了。
陳萬益（前清大台文所長）
陳為廷在立法院的表現可圈可點，他不認為這是文化大革命，但學生對白色恐怖的害怕是真實的，學校不明就理就發聲明，實在不應該。
彭明輝（清大榮譽退休教授）
是陳為廷的控訴有沒有道理比較重要？是蔣偉寧有沒有說謊比較重要？還是陳為廷的「禮儀」、「修辭」比較重要？假如相關評論是檢討部長的政策與是否說謊，之後再建議陳為廷「理直氣要平」，那我沒話說。假如這個社會只關心雞毛蒜皮的事，而不關心更根本的大事，那才真的令人憂心！
李家同（清大榮譽獎座教授）
「如因意見不同，我就去罵教育部長，那他也可以罵我啊，這樣下去不得了。」
「陳同學的表現，讓我想到文化大革命，那時候紅衛兵去辱罵知識分子，社會紛亂，相當可怕。」
「陳同學如果敢在街上罵黑道，那我真的佩服他。」李家同說，自己和蔣偉寧對於十二年國教意見相左，但兩人絕不對互罵，互動有禮貌，對於學生脫序，他感到痛心。
何明修（台灣大學社會學系教授）
學生權力的登場改變了原先的對抗格局，產生了實質的影響。在新勢力浮現之際，年長世代還不一定能聽得懂青年學生的聲音，他們拘泥於舊時代的思維與詞彙。有些人擔心學生淪為在野黨的打手，不當地模仿政治人物的講話語調，不敢打破「學生純潔性」的迷思。部分人士甚至迫不及待地搬出「天地君親師」的封建倫理，進行道德裁判。在2008年的野草莓運動，學生還擔心自己被「抹綠」；但是4年後，學生變得更成熟與自信，他們很清楚自己是在利用政治，而不是被政治所利用。

### 政界人士
蔡英文（前民主進步黨主席與總統候選人）
媒體對於清大事件有選擇性的報導，一定程度造成社會對事實誤解，這讓我們感覺到，如果媒體過度集中，很多報導或言論會被壟斷，對台灣民主社會的發展是不好的，清大學生勇敢站出來參與公共事務，捍衛國家民主，應該要給予肯定。
黃昆輝（台灣團結聯盟主席）
壹傳媒交易案對台灣言論自由之傷害有目共睹，學生願意為公眾利益站出來質疑、批判政府，正是難能可貴的純真及熱情，社會不應再用家父長式的心態予以責難。
龍應台（文化部長）
「在威權時代學生關心國事，那時比較需要勇敢，因為那是個比較讓人害怕的時代，所以我覺得今天學生還是要鼓勵他關心國事，那今天關心國事，以前要有勇，今天要非常有謀。」
「你表達主張以及說服對方是需要技巧跟技術的，這一次可能學生這樣表達方式比較情感衝動，所以他最關心的焦點議題反而不見，被其他議題掩蓋。」
陳鎮湘（國民黨立法委員、前陸軍總司令）
陳為廷是假學生之名、行責問之實，讓中華文化引以為傲的孝順父母、尊重師長等倫理變了調。他強調，「我們是一個和諧社會，重倫理、重道德的社會」，呼籲朝野共同努力。他說陳為廷的發言引起社會震撼，令人懷疑「難道還在搞文革」？
李桐豪（親民黨立法委員、親民黨立院黨團總召）
可以理解學生的語言或情緒，不過學生並不是立委，因此在立法院發言並沒有言論免責權，他也呼籲學生，「即便社會有足夠的容忍度，但是你不是（立院）主人，應該有對體制的基本尊重」。他認為學生因為是立委邀請的來賓，在立法院的發言「並沒有言論的免責權」，「他們（學生）如果有任何強烈的語言或情緒，這能理解，負責邀請的立委，在議場上應該予以說明，不能說認為到立法院什麼都能做」。

### 作家
楊照（作家）
讀完報導內容，後來也查了他的FB，我的心情毋寧是傷感的．傷感的是，陳為廷有那麼多發洩不完的憤怒，整個人像是用憤怒情緒做成的．因為憤怒，所以只要有人認同他的憤怒，他就會很容易地跟人家接近，接近了許多不見得值得接近的人．因為憤怒，所以不斷地尋找可以投射憤怒的對象，投射了許多更不值得投射的對象。
陳為廷大可以活得更複雜、更豐沛些．可以多些幽默、多些嘲諷、多製造出這些人應得的笑聲給他們，憤怒永遠都不是改革最好的手段，而且由憤怒在後面推動的事務，總是走不遠．要有一種不以立場，而以人格來看人的品味。
張大春（作家）
學生質詢教育部長？學生憑甚麼身份在國會質詢？好膽就搞革命吧？仗著立委撐腰，那嘴臉也不過就是鷹爪犬牙而已。我說文言文怕人不懂，那就說大白話：立委若是狂吠亂政的狗，則受過何等教育的年輕人甘心情願當狗日的紅衛兵呢？教育部長居然合什蝦腰，而不能當場嚴正究訐，也可以滾蛋了。
九把刀（作家）
陳為廷質詢教育部長的態度很ok啊，氣勢之外也講得很有條理，你可以不贊成陳為廷的論點，但大家不要被媒體給刻意誤導了這一場質詢的氣氛。陳為廷是不卑不亢，不是咄咄逼人，他的態度絕對沒有問題。
就是因為我好好按照程序寫版權受侵犯抗議信，寫了那麼久那麼多次，都沒有得到正常的對待與處理，所以我才會肉身前往香港蘋果電腦公司抗議。如果學生好好講話好好寫陳情書，NCC跟公平會就會認真處理反媒體壟斷案，學生也不需要聲嘶力竭地嘶吼這個世界。有時候我們吐，不是因為挑食，而是這個世界實在太令人作嘔。
藤井樹（作家）
官呢，在那個院子裡，擺著官的樣子。仔細一瞧，也就只有官的樣子。只有樣子，樣子，什麼都沒有了。事情不會做，錢倒是領得挺多。就當20歲的大學生不懂禮貌好了，跟他計較禮貌重要？還是聽聽他的訴求重要？官呢。擺著官的樣子。樣子，也就只有樣子，其他該有的什麼都沒有了。

### 藝能界人士
楊憲宏（資深媒體人）
我就在央廣的節目「為人民服務」分別訪問了陳為廷與林飛帆，對於他們的言論、思考方式十分佩服，他們也十分有勇氣挑戰權威，批判當道，他們也熟悉，如何用尖銳的抗議方式喚醒其他年輕人心中的良知。國立清華大學與台灣大學都應該以擁有這麼進步的學生為榮。這不就是大學「全人教育」所要培養的俊彥嗎？
吳青峰（蘇打綠樂團主唱）
真奇怪，那些說別人不禮貌的，不常常是不禮貌的集散地嗎？常常我們模糊重點，只是因為我們不能理解或回應不出重點。面對重點吧，別再拿積非堆砌出來的價值觀成為你閃躲問題的煙霧彈，如同那些逢年過節浪費公帑又破壞環境卻被拿來當作政績的競賽式的煙火秀。這個世界，就快像煙火一樣，放完什麼也沒有。
這世界有時好像位階權勢就可以決定對錯一樣，避重就輕仗勢欺人都很有道理，理直氣壯態度堅定就是以下犯上。輿論的最後總落在那些被拿來利用的雞毛蒜皮，真正應該被討論的永遠被擱淺。鬥士們，你們不退縮，你們不向不該有的扭曲妥協，值得被敬佩。不要孤單，讓我們一起成為敢於發聲值得被尊重的多數人。
詹雯婷（F.I.R.飛兒樂團主唱）
老實說，雖然同學的言語憤怒激昂看來有失「禮節」不值得效仿，但我真心欣賞他們的勇氣，相較之下，他的失禮反而只是種單純的未經人心險惡的表達，雖然也有錯但至少不是偽善